# 朱應奎 (萬曆進士)
朱應奎（16世紀—17世紀），字麗明，號燦垣，四川潼川州（今三台县）人，明朝政治人物。

## 生平
十月二十七日生，治書经。萬曆二十二年（1594年）甲午科四川鄉試第三十二名舉人，二十三年（1595年）乙未科會試第一百十名，廷試三甲第十六名進士，刑部觀政，本年六月授直隶徽州府推官，二十八年升户部山西司主事，管御馬倉，改吏部验封司主事，三十五年十二月调補考功司主事。晉验封司郎中，三十七年十一月出为浙江海道右参政，三十九年京察以素行不谨冠带闲住。著有《翼学编》十三卷。

## 家族
曾祖朱振坤，學正。祖朱汝翼，學生。父朱同轨，辰溪知縣。母王氏。具庆下。娶方氏。子桂芳、联芳、椿芳、霅芳。